# محمدمهدی حکیم
محمد مهدی حکیم (۱۹۳۵-۱۹۸۸) از علمای شیعه عراق و از بنیانگذاران حزب الدعوه اسلامی است. وی فرزند محسن حکیم بود. وی در نجف متولد و در خارطوم سودان ترور شد. 

## تحصیلات علمی
وی تحصیلات حوزوی را در حوزه علمیه نجف، زیرنظر استادانی مانند سیدمحمدباقر صدر،  محمدتقی آل‌فقیه، از مراجع لبنان،  حسین حلّی، محمدامین زین‌الدین و سیدابوالقاسم خویی به پایان رساند.

## فعالیت‌ها
او در تأسیس مدارس «امام‌جواد» در بغداد و کاظمیه و دانشکده اصول دین (کلیة اصول‌الدین) شرکت داشت و یکی از مدرسان این دانشکده بود. وی همچنین از مؤسسان جماعت علما در نجف(جماعت العلماء فی النجف الاشرف) بود و از شخصیت‌های محوری آن به شمار می‌آمد.